# Barbotta (barca)
La barbòtta è una imbarcazione fluviale tradizionale tipica del nord Italia, molto diffusa in passato in particolare sul Po. 

## Caratteristiche
È una barca a fondo piatto che nelle sue due varianti (mas'c e femna) può assumere dimensioni che vanno da poco più di 7 a circa 10 metri e una larghezza di circa 1,8 metri. Nel medioevo, barbotte, dotate di strutture fortificate lignee, furono spesso impiegate nei combattimenti fluviali. Fra Tre e Quattrocento, le barbotte avevano una forma tondeggiante ed erano dota a prua di uno sperone di ferro e avevano un equipaggio di circa 27 uomini. Imbarcazioni simili, chiamate barboten, furono fatte realizzate sul lago di Costanza e sul Danubio tra il XV e il XVIII secolo dagli Asburgo da costruttori navali italiani e spagnoli. Nel 2008 è stato rinvenuto a Ferrara il relitto di una barbotta risalente alla fine del XV secolo.